# 囚 (電影)
《囚》（英語：Inmates），是由馬莉執導的一部紀錄片，為導演「人的困境」系列的第三部作品。片中紀錄了中國東北的一間精神病院中病患的故事。導演共拍攝了一年半的時間，所得素材有250小時，最後剪輯成了接近5個小時的作品。
影片入選第67屆柏林影展青年論壇單元，並獲得第41屆香港國際電影節紀錄片競賽評審團獎、第54屆金馬獎最佳紀錄片等獎項。

## 獎項
| 年份 | 評獎名稱              | 獎項               | 結果 |
| ---- | --------------------- | ------------------ | ---- |
| 2017 | 第11屆FIRST青年電影展 | 最佳紀錄長片       | 獲獎 |
| 2017 | 第41屆香港國際電影節  | 紀錄片競賽評審團獎 | 獲獎 |
| 2017 | 第54屆金馬獎          | 最佳紀錄片         | 獲獎 |

## 外部連結
- 互联网电影数据库（IMDb）上《囚》的资料（英文）